# Tratamiento de choque
Tratamiento de choque es una obra de teatro de Juan José Alonso Millán, estrenada en 1986.

## Argumento
Alfredo y su jefe Diego se recuperan en una clínica de lujo del accidente de automóvil sufrido cuando, la noche de fin de año y mientras conducían, el primero confiesa al segundo que mantiene relaciones con su mujer Clara. Finalmente, ella se decide por el médico.

## Estreno
- Teatro Príncipe, Madrid, 21 de agosto de 1986.
  - Dirección: Juan José Alonso Millán.
  - Escenografía: Toni Cortés.
  - Intérpretes: Alberto Closas (Diego), Juanjo Menéndez (Alfredo), Luisa María Payán (Clara), Francisco Cecilio (médico), María José Bódalo, Mónica Cano, Elva Palacios.